# 326.ª Divisão de Infantaria (Alemanha)
A 326ª Divisão de Infantaria (em alemão:326. Infanterie-Division) foi uma unidade militar que serviu no Exército alemão durante a Segunda Guerra Mundial.

## Comandantes
| Comandante                                 | Data                                       |
| ------------------------------------------ | ------------------------------------------ |
| Generalleutnant Max Dennerlein             | 11 de novembro de 1942 - 8 de maio de 1943 |
| Generalleutnant Karl Böttcher              | 8 de maio de 1943 - 1 de junho de 1943     |
| Generalleutnant Viktor von Drabich-Wächter | 1 de junho de 1943 - 2 de agosto de 1944   |
| Oberst Kertsch                             | 2 de agosto de 1944 - ? de agosto de 1944  |

## Área de operações
| França | novembro de 1942 - agosto de 1944 |